# Neuredekin
Neuredekin ist ein Ortsteil der Einheitsgemeinde Stadt Jerichow im Landkreis Jerichower Land in Sachsen-Anhalt.

## Geografie
Der Ort liegt einen Kilometer südwestlich von Redekin und fünf Kilometer südsüdöstlich von Jerichow. Die Nachbarorte sind Redekin im Nordosten, Scharteucke im Osten, Nielebock im Süden, Ferchland im Südwesten sowie Klietznick im Nordwesten.